# Stephen Bartlett Lakeman
Stephen Bartlett Lakeman (numit Mazar Pașa) (n. 1823, Anglia – d. iulie 1897) a fost un ofițer în  Imperiul Otoman, care a locuit mulți ani în Țara Românească, unde a fost șeful poliției din București (septembrie 1854).

## Biografie
Fostul maior englez Stephen Bartlett Lakeman, în războiul ruso-turc din Crimeea a servit în armata turcească, devenind binbașă și ulterior pașă, fiind cunoscut sub pseudonimul turcesc Mazar Pașa. S-a căsătorit în 1856 cu o româncă, Maria Filipescu, stabilindu-se în București. A avut cu Maria trei copii: George (a cărui fiică s-a căsătorit cu bancherul Nicolae Chrissoveloni), Dan care s-a stabilit în Argentina și o fiică, Celia. Fiind un sprijinitor al liberalilor, și-a pus casa, situată pe strada Enei, la dispoziția fruntașilor opoziției liberale, care au organizat aici numeroase reuniuni politice.